# Карибская колючая акула
Карибская колючая акула, или чернобрюхий этмоптерус (лат. Etmopterus hillianus) — вид рода чёрных колючих акул семейства этмоптеровых (лат. Etmopteridae) отряда катранообразных. Обитает в Атлантическом океане на глубине до 695 м. Максимальный зарегистрированный размер 32 см. Тело стройное, вытянутое, шоколадно-коричневого цвета, брюхо и нижняя часть головы чёрные. У основания обоих спинных плавников имеются шипы. Анальный плавник отсутствует.

## Таксономия
Впервые вид был описан в 1861 году кубинским зоологом Фелипе Поэйем. Голотип — предположительно взрослая самка длиной 26,9 см, пойманная у берегов Гаваны, Куба. Вид назван в честь Ричарда Хилла (1795—1872), агитатора, выступавшего против рабства на Ямайке, судьи и натуралиста, состоявшего с Поэйем в переписке.

## Ареал
Карибские колючие акулы обитают в северо-западной и западно-центральной части Атлантического океана у берегов Ангильи, Багамских островов, Кубы, Доминиканской республики, Гаити, Сент-Киттс и Невис, США и Виргинских островов. Эти акулы встречаются на островном и материковом склоне на глубине от 311 до 695 м. Предпочитают песчаное дно.

## Описание
Максимальный зарегистрированный размер составляет 32 см, средняя длина около 25 см. Тело вытянутое, стройное, с длинным хвостом. Крупные овальные глаза вытянуты по горизонтали. Позади глаз имеются крошечные брызгальца. Расстояние от начала основания брюшных плавников до воображаемой вертикали, проведённой через основание нижней лопасти хвостового плавника, примерно равно расстоянию от кончика рыла до второй жаберной щели, в 1,3 раза превышает дистанцию между основаниями грудных и брюшных плавников и примерно равно расстоянию между спинными плавниками. У взрослых акул расстояние между основаниями грудного и брюшного плавников довольно существенное и в 1,2 раза больше длины головы. Расстояние от кончика рыла до первого спинного шипа примерно равно дистанции между первым спинным шипом и началом основания второго спинного плавника. Ширина головы равна расстоянию от кончика рыла до рта, примерно в 1,5 раз превышает расстояние от брызгалец до основания грудных плавников. Основание первого спинного плавника ближе к грудным плавниками. Жаберные щели очень короткие, по ширине равны брызгальцам и составляют 1/3 или менее длины глаза. Верхние зубы оснащены тремя или менее парами зубцов. Расстояние между спинными плавниками немного меньше дистанции между кончиком рыла и третьей жаберной щелью. Тело неплотно покрыто хаотично расположенными плакоидными чешуйками конической формы с зубцами. По бокам они образуют правильные продольные ряды.
Ноздри размещены на кончике рыла. У основания обоих спинных плавников расположены рифлёные шипы. Второй спинной плавник и шип крупнее первых. Грудные плавники маленькие и закруглённые. Окраска сверху шоколадно-коричневая, нижняя часть головы и брюхо чёрные, цветовая граница резкая. Над брюшным плавником и позади него имеется короткая чёрная отметина.

## Биология
Карибские колючие акулы размножаются яйцеживорождением. В помете 4—5 новорожденных длиной около 9 см. Самцы и самки достигают половой зрелости при длине 25—57 см и 30 см соответственно.

## Взаимодействие с человеком
Вид не является объектом коммерческого промысла. Иногда в качестве прилова попадает в глубоководные сети. Пойманных акул, вероятно, выбрасывают за борт. Международный союз охраны природы присвоил этому виду статус сохранности «Вызывающий наименьшие опасения».